# برینا کرا
برینا ربکا کرا ریاضی‌دان متولد ایالات متحده آمریکا در سال ۱۹۶۶ به دنیا آمد. زمینه کاری او سامانه پویا، نظریه اعداد، نظریه ارگودیک و ترکیبیات می‌باشد.
او بی‌ای خود را در سال ۱۹۸۸ از دانشگاه هاروارد و پی‌اچ‌دی خود را در سال ۱۹۹۵ از دانشگاه استنفورد اخذ کرد.